# Список призерів чемпіонатів світу з напівмарафону
Цей список включає призерів чемпіонатів світу з напівмарафону в межах особистої та командної першостей за всі роки їх проведення.
На світовій першості-2006 чемпіонство розігрувалось на 20-кілометровій дистанції.

## Особиста першість

### Чоловіки
| Чемпіонат | Золото                      | Срібло                     | Бронза                      |
| --------- | --------------------------- | -------------------------- | --------------------------- |
| 1992      | Бенсон Мася Кенія           | Антоніо Сіліо Аргентина    | Боай Аконай Танзанія        |
| 1993      | Венсан Руссо Бельгія        | Стів Монегетті Австралія   | Карл Текері Велика Британія |
| 1994      | Халід Сках Марокко          | Херман Сільва Мексика      | Роналду да Коста Бразилія   |
| 1995      | Мозес Тануї Кенія           | Пол Єго Кенія              | Чарльз Тангус Кенія         |
| 1996      | Стефано Бальдіні Італія     | Джосфат Кіпроно Кенія      | Тенлай Чімусаса Зімбабве    |
| 1997      | Шем Корорія Кенія           | Мозес Тануї Кенія          | Кеннет Черуйот Кенія        |
| 1998      | Пол Коеч Кенія              | Хендрік Рамаала ПАР        | Халід Сках Марокко          |
| 1999      | Пол Тергат Кенія            | Хендрік Рамаала ПАР        | Тесфає Джіфар Ефіопія       |
| 2000      | Пол Тергат Кенія            | Фаустін Баха Танзанія      | Тесфає Джіфар Ефіопія       |
| 2001      | Хайле Гебрселассіє Ефіопія  | Тесфає Джіфар Ефіопія      | Джон Мсурі Танзанія         |
| 2002      | Пол Косгей Кенія            | Джауад Гаріб Марокко       | Джон Мсурі Танзанія         |
| 2003      | Мартін Лель Кенія           | Фабіано Джозеф Танзанія    | Мартін Сулле Танзанія       |
| 2004      | Пол Кіруї Кенія             | Фабіано Джозеф Танзанія    | Ахмад Абдулла Катар         |
| 2005      | Фабіано Джозеф Танзанія     | Мубарак Шамі Катар         | Йонас Кіфле Еритрея         |
| 2006      | Зерсенай Тадесе Еритрея     | Роберт Кіпчумба Кенія      | Вілсон Кебеней Кенія        |
| 2007      | Зерсенай Тадесе Еритрея     | Патрік Макау Кенія         | Еванс Черуйот Кенія         |
| 2008      | Зерсенай Тадесе Еритрея     | Патрік Макау Кенія         | Ахмад Абдулла Катар         |
| 2009      | Зерсенай Тадесе Еритрея     | Бернард Кіп'єго Кенія      | Датан Рітценгайм США        |
| 2010      | Вілсон Кіпроп Кенія         | Зерсенай Тадесе Еритрея    | Семмі Кітвара Кенія         |
| 2012      | Зерсенай Тадесе Еритрея     | Дересса Чімса Ефіопія      | Джон Мвангангі Кенія        |
| 2014      | Джеффрі Камворор Кенія      | Самуель Цегай Еритрея      | Гує Адола Ефіопія           |
| 2016      | Джеффрі Камворор Кенія      | Бедан Карокі Кенія         | Мо Фара Велика Британія     |
| 2018      | Джеффрі Камворор Кенія      | Абрахам Черобен Бахрейн    | Арон Кіфле Еритрея          |
| 2020      | Джейкоб Кіплімо Уганда      | Кібівотт Канді Кенія       | Амедеворк Валелень Ефіопія  |
| 2023      | Сабастьян Кімару Саве Кенія | Денієл Сіміу Ебеньйо Кенія | Самвел Ньямаї Майлу Кенія   |

### Жінки
| Чемпіонат | Золото                        | Срібло                        | Бронза                        |
| --------- | ----------------------------- | ----------------------------- | ----------------------------- |
| 1992      | Ліз Макколган Велика Британія | Фудзівара Мегумі Японія       | Розанна Мунеротто Італія      |
| 1993      | Консейсан Феррейра Португалія | Танігава Марі Японія          | Тегла Лорупе Кенія            |
| 1994      | Елана Меєр ПАР                | Юлія Негуре Румунія           | Ануца Кетуне Румунія          |
| 1995      | Валентина Єгорова Росія       | Крістьяна Помаку Румунія      | Ануца Кетуне Румунія          |
| 1996      | Жень Сюцзюань КНР             | Лідія Шимон Румунія           | Ауріка Буя Румунія            |
| 1997      | Тегла Лорупе Кенія            | Крістіна Помаку Румунія       | Лідія Шимон Румунія           |
| 1998      | Тегла Лорупе Кенія            | Елана Меєр ПАР                | Лідія Шимон Румунія           |
| 1999      | Тегла Лорупе Кенія            | Ногуті Мідзукі Японія         | Кетрін Ндереба Кенія          |
| 2000      | Пола Редкліфф Велика Британія | Сюзан Чепкемеї Кенія          | Лідія Шимон Румунія           |
| 2001      | Пола Редкліфф Велика Британія | Сюзан Чепкемеї Кенія          | Берхане Адере Ефіопія         |
| 2002      | Берхане Адере Ефіопія         | Сюзан Чепкемеї Кенія          | Єльена Прокопчука Латвія      |
| 2003      | Пола Редкліфф Велика Британія | Берхане Адере Ефіопія         | Беніта Джонсон Австралія      |
| 2004      | Сунь Іньцзе КНР               | Лідія Черомей Кенія           | Константіна Томеску Румунія   |
| 2005      | Константіна Томеску Румунія   | Лорна Кіплагат Нідерланди     | Сюзан Чепкемеї Кенія          |
| 2006      | Лорна Кіплагат Нідерланди     | Константіна Томеску Румунія   | Ріта Джепту Кенія             |
| 2007      | Лорна Кіплагат Нідерланди     | Мері Джепкосгей Кейтані Кенія | Памела Чепчумба Кенія         |
| 2008      | Лорна Кіплагат Нідерланди     | Асселефеч Мергіа Ефіопія      | Памела Чепчумба Кенія         |
| 2009      | Мері Джепкосгей Кейтані Кенія | Файлс Онгорі Кенія            | Аберу Кебеде Ефіопія          |
| 2010      | Флоренс Кіплагат Кенія        | Діре Туне Ефіопія             | Пеніна Арусей Кенія           |
| 2012      | Месерет Хайлу Ефіопія         | Фейсе Тедесе Ефіопія          | Пасалія Кіпкоеч Кенія         |
| 2014      | Гледіс Чероно Кенія           | Мері Вакера Кенія             | Селлі Чеп'єго Кенія           |
| 2016      | Перес Джепчірчір Кенія        | Сінтія Лімо Кенія             | Мері Вакера Кенія             |
| 2018      | Нецанет Гудета Ефіопія        | Джойсілін Джепкосгей Кенія    | Полін Камулу Кенія            |
| 2020      | Перес Джепчірчір Кенія        | Мелат Кеджета Німеччина       | Ялемзерф Єгуалев Ефіопія      |
| 2023      | Перес Джепчірчір Кенія        | Маргарет Кіпкембої Кенія      | Кетрін Релін Амананголе Кенія |

## Командна першість
- На всіх першостях командний залік визначався шляхом складання результатів трьох найкращих представників кожної країни-учасниці.
- Починаючи з чемпіонату-2009, медалі в межах командної першості отримували лише перші троє спортсменів кожної країни. До 2009 медалі отримували всі спортсмени відповідної країни, які дістались фінішу.

### Чоловіки
| Чемпіонат | Золото                                                                             | Срібло                                                                                      | Бронза                                                                              |
| --------- | ---------------------------------------------------------------------------------- | ------------------------------------------------------------------------------------------- | ----------------------------------------------------------------------------------- |
| 1992      | Кенія Бенсон Мася Ламек Агута Джозеф Кейно Космас Ндеті Джеймс Каріукі             | Велика Британія Девід Льюїс Пол Еванс Карл Такері Марк Флінт Стів Брейс                     | Бразилія Артур Кастру Роналду да Коста Делмір дус Сантус Евалдо Соуза               |
| 1993      | Кенія Ламек Агута Томас Осано Джозеф Черомей Заблон Міано                          | Австралія Стів Монегетті Джон Ендрюс Пет Керролл Родні Хіггінс                              | Велика Британія Карл Такері Марк Флінт Девід Льюїс Мартін Джонс Стів Джонс          |
| 1994      | Кенія Годфрі Кіпротіч Шем Корорія Ендрю Масаї Мозес Тануї Пол Тергат               | Мексика Херман Сільва Мартін Пітайо Бенхамін Парадес Хосе Ріко Хорхе Маркес                 | Марокко Халід Сках Салех Гіссу Абделькадер ель Муазіз Хамід Ессебані                |
| 1995      | Кенія Мозес Тануї Пол Єго Чарльз Тангус Годфрі Муріукі Джуліус Руто                | Іспанія Антоніо Серрано Бартоломе Серрано Пабло Сьєрра Фабіан Ронсеро Хуан Антоніо Креспо   | Італія Вінченцо Модіка Даніло Гоффі Джакомо Леоне Лука Бардзагі Андреа Арлаті       |
| 1996      | Італія Стефано Бальдіні Джакомо Леоне Вінченцо Модіка Даріо Фегателлі Мікеле Гамба | Іспанія Карлос де ла Торре Алехандро Гомес Хосе Мануель Гарсія Хосе Мануель Мартінес        | Японія Хаята Тосіюкі Ібата Масатосі Ханада Кацухіко Одзіма Мунеюкі Одзіма Тадаюкі   |
| 1997      | Кенія Шем Корорія Мозес Тануї Кеннет Черуйот Лабан Кіпкембої Джошуа Челанга        | ПАР Хендрік Рамаала Герт Тіс Махосонке Фіка                                                 | Ефіопія Абрахам Ассефа Алемаєху Лемма Тесфає Тола Алене Емере Алемаєху Гірма        |
| 1998      | ПАР Хендрік Рамаала Герт Тіс Абнер Чіпу Максвелл Зунга Езаель Тлобо                | Кенія Пол Коеч Шем Корорія Джон Гвако Джозеф Кібор Джозеф Кімані                            | Ефіопія Ібрагім Сейд Алемаєху Гірма Аддіс Абебе Алене Емере Кебеде Текесте          |
| 1999      | ПАР Хендрік Рамаала Абнер Чіпу Млулекі Нобанда Герт Тіс Шадрак Гофф                | Ефіопія Тесфає Джифар Тесфає Тола Фекаду Дегефу Гебремедхін Гебремаріам Арая Берхане        | Кенія Пол Тергат Лабан Кіпкембої Семмі Корір Філіп Ругут                            |
| 2000      | Кенія Пол Тергат Джозеф Кімані Девід Руто Джон Гвако                               | Ефіопія Тесфає Джифар Ібрагім Сейд Гемечу Кебеде Мохаммед Ібрагім                           | Бельгія Кун Алларт Гі Фе Крістіан Немет Ронні Лігнел Фредерік Коліньйон             |
| 2001      | Ефіопія Хайле Гебрселассіє Тесфає Джифар Тесфає Тола Дередже Кебеде                | Кенія Еванс Лімо Пітер Чебет Крістофер Чебойбоч Джон Гвако Арон Торойтіч                    | Танзанія Джон Мсурі Фаустін Сулле Бенедікт Ако Зебедайо Байо                        |
| 2002      | Кенія Пол Малаквен Чарльз Каматі Пол Кіруї Августін Тогом                          | Японія Сато Ацусі Като Тосіхіде Умекі Курао Нісікава Тецуо Ногуті Хідеморі                  | Ефіопія Тесфає Джифар Амбессе Толоса Ворку Бікіла Гетачев Кебеде                    |
| 2003      | Танзанія Фабіано Джозеф Мартін Сулле Джон Мсурі                                    | Кенія Мартін Лель Джон Корір Юсуф Сонгока Джексон Коеч Пол Кіруї                            | Ефіопія Тесфає Тола Дередже Адере Месфін Хайлу Таріку Джуфар Соломон Циге           |
| 2004      | Кенія Пол Кіруї Джон Корір Вілсон Кебеней                                          | Ефіопія Соломон Циге Алене Емере Берхану Аддане Абебе Дінкеса                               | Уганда Вілсон Бусіней Мартін Торойтіч Джозеф Нсубуга Еліфас Майо Джеймс Кібет       |
| 2005      | Ефіопія Сілеші Сігіне Абебе Дінкеса Лішан Єгезу Соломон Циге                       | Еритрея Йонас Кіфле Яред Асмером Тесфайоганнес Месфім Самсон Кіфлемаріам                    | Японія Іетані Кадзуо Мацумія Такаюкі Оцубо Таканобу Ямамото Йосіхіро Іваса Тосіхіро |
| 2006      | Кенія Роберт Кіпчумба Вілсон Кіпротіч Вілфред Тарагон Фред Могака Патрік Макау     | Еритрея Зерсенай Тадесе Йонас Кіфле Тесфайоганнес Месфен Кагсай Кідане                      | Ефіопія Деріба Мергіа Тадессе Тола Демісе Цега Соломон Циге                         |
| 2007      | Кенія Патрік Макау Еванс Черуйот Роберт Кіпчумба Френсіс Ларабаль Семюел Ванджиру  | Еритрея Зерсенай Тадесе Йонас Кіфле Майкл Тесфай Самсон Кіфлемаріам Теволдебрхан Менгістеаб | Ефіопія Деріба Мерга Ассефа Раджі Таріку Джифар Кідане Гемечу Ешету Гежаньє         |
| 2008      | Кенія Патрік Макау Стівен Кібівот Джозеф Марегу Ламек Мосоті                       | Еритрея Зерсенай Тадесе Майкл Тесфай Могос Ахфером Ємане Теаме                              | Катар Ахмад Абдулла Есса Рашид Алі Саадун Султан Заман Фелікс Кіборе                |
| 2009      | Кенія Бернард Кіп'єго Вілсон Кіпротіч Вілсон Чебет                                 | Еритрея Зерсенай Тадесе Самуель Цегай Адханом Абраха                                        | Ефіопія Тілагун Регасса Дередже Тесфає Абебе Негево                                 |
| 2010      | Кенія Вілсон Кіпроп Семмі Кітвара Сілас Кіпруто                                    | Еритрея Зерсенай Тадесе Самуель Цегай Тевелде Естіфанос                                     | Ефіопія Леліса Десіса Бірхану Бекеле Асефа Менгсту                                  |
| 2012      | Кенія Джон Мвангангі Піус Кіроп Стівен Кібет                                       | Еритрея Зерсенай Тадесе Тевелде Естіфанос Кіфлом Сіум                                       | Ефіопія Дересса Чімса Белай Ассефа Габтаму Ассефа                                   |
| 2014      | Еритрея Самуель Цегай Зерсенай Тадесе Ньюсе Амлосом                                | Кенія Джеффрі Камворор Вілсон Кіпроп Кеннет Кіпкемої                                        | Ефіопія Гує Адола Адунья Текеле Бонса Діда                                          |
| 2016      | Кенія Джеффрі Камворор Бедан Карокі Саймон Чепрот                                  | Ефіопія Абайнех Аєле Тамірат Тола Муле Васіхун                                              | Еритрея Абрар Осман Ньюсе Амлосом Гіскел Тевелде                                    |
| 2018      | Ефіопія Джемал Їмер Гетанех Молла Бетесфа Гетахун                                  | Кенія Джеффрі Камворор Леонард Барсотон Барселіус Кип'єго                                   | Бахрейн Абрахам Черобен Авеке Аялев Альберт Роп                                     |
| 2020      | Кенія Кібівотт Канді Леонард Барсотон Бенард Кімелі                                | Ефіопія Амедеворк Валелень Андамлак Беліху Леуль Гебресіласе                                | Уганда Джейкоб Кіплімо Джошуа Чептегеї Віктор Кіплангат                             |
| 2023      | Кенія Сабастьян Кімару Саве Денієл Сіміу Ебеньйо Самвел Ньямаї Майлу Бенард Кібет  | Ефіопія Джемаль Їмер Меконнен Нібрет Мелак Цегай Кідану                                     | ПАР Табанг Мосіако Стівен Мокока Елрой Джелант Прешес Лесіба Маселе                 |

### Жінки
| Чемпіонат | Золото                                                                                   | Срібло                                                                                    | Бронза                                                                                  |
| --------- | ---------------------------------------------------------------------------------------- | ----------------------------------------------------------------------------------------- | --------------------------------------------------------------------------------------- |
| 1992      | Японія Фудзівара Мегумі Асахіна Мійоко Асай Еріко Такемото Акарі                         | Велика Британія Ліз Макколган Андреа Воллес Сьюзан Рігг Маріан Саттон Саллі Істолл        | Румунія Ануца Кетуне Юлія Негуре Ауріка Буя Адріана Барбу                               |
| 1993      | Румунія Олена Мургочі Ануца Кетуне Юлія Негуре Адріана Барбу                             | Японія Танігава Марі Асахіна Мійоко Такемото Акарі Абе Томое                              | Португалія Консейсан Феррейра Альбертіна Мачаду Роза Олівейра Фатіма Невеш              |
| 1994      | Румунія Юлія Негуре Ануца Кетуне Олена Фідатоф Адріана Барбу                             | Норвегія Гільде Ставік Брюнгільд Сюнстнес Грете Кіркеберг Майке Серум Аніта Хокенстад     | Японія Танігава Марі Ватанабе Мінеко Комацу Юкарі Ямагучі Ері Акао Юмі                  |
| 1995      | Румунія Крістьяна Помаку Ануца Кетуне Олена Фідатоф Ауріка Буя                           | Росія Валентина Єгорова Алла Жиляєва Фірія Султанова Раміля Бурангулова Ольга Мічуріна    | Іспанія Ана Ізабель Алонсо Росіо Ріос Кармен Фуентес                                    |
| 1996      | Румунія Лідія Шимон Ауріка Буя Нуце Олару Крістьяна Помаку                               | Франція Крістін Малло Зая Дамані Мюріель Лінсола Бенедікт Молле                           | Італія Лючілла Андреуччі Анналіза Скурті Соня Мачйоні Патріція Рітондо                  |
| 1997      | Румунія Крістьяна Помаку Лідія Шимон Нуце Олару Ауріка Буя Аліна Герасім                 | Кенія Тегла Лорупе Джойс Чепчумба Деліла Асьяго Люсія Субано Геллен Кіпкоскей             | Японія Сотані Марі Гедзі Норіко Катаяма Хіромі Іто Макіко                               |
| 1998      | Кенія Тегла Лорупе Джойс Чепчумба Леа Малот Лорна Кіплагат Джаклін Торорі                | Румунія Лідія Шимон Крістьяна Помаку Константіна Томеску Ауріка Буя                       | Іспанія Хулія Вакеро Марія Ларрага Росіо Ріос                                           |
| 1999      | Кенія Тегла Лорупе Кетрін Ндереба Джойс Чепчумба Маргарет Окайо Джейн Оморо              | Японія Ногуті Мідзукі Тоса Рейко Катаяма Хіромі Мацуо Сатомі Сасакі Ріцуко                | Росія Валентина Єгорова Людмила Бікташева Аліна Іванова Людмила Петрова Любов Моргунова |
| 2000      | Румунія Лідія Шимон Міхаела Прундус Крістьяна Помаку Аліна Текуце Нуце Олару             | Японія Ногуті Мідзукі Окамото Юкіко Хасімото Ясуко Фумі Мурата                            | Росія Лідія Григор'єва Галина Александрова Зінаїда Семенова Сільвія Скворцова           |
| 2001      | Кенія Сюзан Чепкемеї Ізабелла Очічі Каролін Квамбай Джойс Чепчумба Магдалін Чемджор      | Японія Ногуті Мідзукі Івамото Ясуйо Которіда Такако Ватанабе Хіромі                       | Ефіопія Берхане Адере Месерет Коту Тейба Еркессо                                        |
| 2002      | Кенія Сюзан Чепкемеї Памела Чепчумба Лена Черуйот Інес Ченонге Тегла Лорупе              | Росія Світлана Захарова Людмила Петрова Ірина Сафарова Сільвія Скворцова Вікторія Кліміна | Ефіопія Берхане Адере Аша Гігі Лейла Аман Шитає Гемечу Воркенеш Тола                    |
| 2003      | Росія Лідія Григор'єва Алла Жиляєва Людмила Бікташева Аліна Іванова Галина Богомолова    | Японія Таканака Мікіе Которіда Такако Хагівара Ріса Хара Юміко                            | Румунія Константіна Томеску Лумініта Талпос Нуце Олару Юлія Олтяну Міхаела Прундус      |
| 2004      | Ефіопія Еєрусалем Кума Безунеш Бекеле Тейба Еркессо Зекірос Аданеч                       | Румунія Константіна Томеску Міхаела Прундус Лумініта Талпос Ауріка Буя                    | Росія Ірина Тімофеєва Аліна Іванова Олена Бурикіна Ірина Сафарова                       |
| 2005      | Румунія Константіна Томеску Міхаела Прундус Нуце Олару Адріана Нельсон Лумініта Талпос   | Росія Галина Богомолова Лідія Григор'єва Ірина Тімофеєва Аліна Іванова Алла Жиляєва       | Японія Асосіна Терумі Омінамі Хіромі Ягі Йоко Тайра Акане                               |
| 2006      | Кенія Ріта Джепту Едіт Масай Юніс Джепкорір                                              | Ефіопія Діре Туне Тейба Еркессо Ашу Касім Мулу Себока                                     | Японія Фукусі Кайоко Накамура Юріка Кідзакі Рьоко Саката Масамі                         |
| 2007      | Кенія Мері Джепкосгей Кейтані Памела Чепчумба Еверлайн Кімвей Еліс Тімбіліл              | Ефіопія Безунеш Бекеле Ацеде Габтаму Ацеде Байса Генет Гетанех                            | Японія Осакі Тісато Тайра Акане Одзакі Йосімі Матіда Юко Накамура Юріка                 |
| 2008      | Ефіопія Асселефеч Мергія Генет Гетанех Абебу Гелан Ацеде Хабтаму Месерет Менгісту        | Кенія Памела Чепчумба Пеніна Арусей Джулія Момбі Паулін Нгігі                             | Японія Акаба Юкіко Огіра Мікі Матіда Юко Ямасіта Ікуйо                                  |
| 2009      | Кенія Мері Джепкосгей Кейтані Файлс Онгорі Каролін Кілел                                 | Ефіопія Аберу Кебеде Меставет Туфа Тірфі Цегає                                            | Японія Накамура Юріка Кідзакі Рьоко Накадзато Ремі                                      |
| 2010      | Кенія Флоренс Кіплагат Пеніна Арусей Джойс Чепкіруї                                      | Ефіопія Діре Туне Фейсе Тадесе Месерет Менгісту                                           | Японія Одзакі Йосімі Кідзакі Рьоко Нодзірі Адзуса                                       |
| 2012      | Ефіопія Месерет Хайлу Фейсе Тадесе Емебет Етая                                           | Кенія Пасалія Кіпкоеч Лідія Черомей Паулін Нджері                                         | Японія Танака Томомі Іто Май Като Асамі                                                 |
| 2014      | Кенія Гледіс Чероно Мерсі Вакера Селлі Чеп'єго                                           | Ефіопія Нецанет Гудета Цегай Десалегн Генет Ялев                                          | Японія Номура Сайо Такенака Ріса Іваде Рея                                              |
| 2016      | Кенія Перес Джепчірчір Сінтія Лімо Мері Вакера                                           | Ефіопія Нецанет Гудета Генет Ялев Дегінгет Демсев                                         | Японія Андо Юка Сімідзу Міхо Мацуда Мідзукі                                             |
| 2018      | Ефіопія Нецанет Гудета Зейнеба Їмер Месерет Белете                                       | Кенія Джойсілін Джепкосгей Паулін Камулу Рут Чепнгетіч                                    | Бахрейн Юніс Чумба Десі Моконін Даліла Госа                                             |
| 2020      | Ефіопія Ялемзерф Єгуалев Зейнеба Їмер Абабель Єшанех                                     | Кенія Перес Джепчірчір Джойсілін Джепкосгей Брілліан Кіпкоеч                              | Німеччина Мелат Кеджета Лаура Готтенрот Рабея Шенеборн                                  |
| 2023      | Кенія Перес Джепчірчір Маргарет Кіпкембої Кетрін Релін Амананголе Іріне Джепчумба Кімаїс | Ефіопія Цігіє Гебреселама Фтау Зерай Ялемгет Ярегаль                                      | Велика Британія Каллі Такері Саманта Гаррісон Клара Еванс Еббі Доннеллі                 |